# تشامارتين (مدريد)
تشامارتين (بالإسبانية: Chamartín)‏ هي منطقة إدارية في مدريد، إسبانيا وتتكون من الأحياء التالية: إل فيزو، ولا بروسبيريداد، وسيوداد جاردين، وهيسبانوأمريكا، ونويفا إسبانيا، وكاستيلا. كان اسمها في الأصل تشامارتين دي لا روزا وظلت بلدية مستقلة حتى تم دمجها في مدريد في عام 1948.

## نظرة عامة
يحدها من الغرب باسيو دي لا كاستيلانا، و أوتوبيستيا دي سيركونفالاسيون إم-30 من الشمال والشرق، و أوتوبيا إيه-2 من الجنوب.
بعض المعالم البارزة في تشامارتين هي أبراج بوابة أوروبا، وهي زوج من المباني المكتبية المائلة؛ وملعب سانتياغو برنابيو، موطن فريق كرة القدم ريال مدريد؛ ومحطة تشامارتين، ثاني أكبر محطة سكة حديد في مدريد؛ ومنطقة الأعمال كواترو توريس، وهي منطقة أعمال تضم أطول أربعة ناطحات سحاب في إسبانيا؛ والقاعة الوطنية للموسيقى (قاعة الحفلات الموسيقية الرئيسية في مدريد) التي تستضيف الأوركسترا الوطنية الإسبانية.

## الجغرافيا

### التقسيم الفرعي
تنقسم المنطقة إداريا إلى 6 أقسام (باريوز):
- كاستيا
- سيوداد جاردين
- إل فيسو
- أمريكا اللاتينية
- إسبانيا الجديدة
- بروسبيريداد

## الاقتصاد
تضم المنطقة المكتب الرئيسي لشركة الخطوط الجوية الأيبيرية والمكتب الرئيسي لشركة الخطوط الجوية الأيبيرية.

## وصلات خارجية
- Chamartin in the official website of Madrid City Council